# Lufthansa-Flug 527
Lufthansa-Flug 527 war ein Frachtflug der Lufthansa, der am 26. Juli 1979 von Rio de Janeiro in Brasilien ins senegalesische Dakar führen sollte. Kurz nach dem Start in Rio flog die Boeing 707 im Steigflug gegen einen Hang und zerschellte. Alle drei Besatzungsmitglieder kamen bei dem Unfall ums Leben.

## Unfallhergang
Das Frachtflugzeug startete um 21:27 UTC vom Flughafen Rio de Janeiro-Galeão und bekam vom verantwortlichen Lotsen die Anweisung, das Drehfunkfeuer (VOR) Caxias anzufliegen und auf eine Höhe von 2.000 Fuß zu steigen. 
Auf Anweisung des Lotsen beschleunigte die Besatzung, bestehend aus dem Kapitän, einem Ersten Offizier und einem Flugingenieur, das Flugzeug auf über 300 Knoten; regulär waren unterhalb einer Flughöhe von 10.000 Fuß lediglich maximal 250 Knoten erlaubt. 
Gleichzeitig war der Lotse damit beschäftigt, weiteren Luftverkehr im Großraum Rio zu kontrollieren, sodass er LH527 zunächst aus den Augen verlor.
Als der Lotse sich wieder LH527 zuwandte, war das Flugzeug aufgrund der hohen Geschwindigkeit bereits weiter nördlich als vom Lotsen vermutet. Er gab der Besatzung daraufhin den Steuerkurs 140 Grad und die Anweisung, die Steigrate zu erhöhen. Kurz nach dem Funkspruch ertönte im Cockpit die Warnung des Ground Proximity Warning Systems. Um 21:32 UTC kollidierte die Boeing 707 in einer leichten Linkskurve mit Bäumen und stürzte in einen Hang, wobei sich die Trümmer auf über 800 Meter verteilten.

## Ursachen
Als Hauptursache wurde das Versagen der brasilianischen Fluglotsen festgestellt, jedem Flugzeug die nötige Aufmerksamkeit zu schenken und damit sowohl die Flugzeuge untereinander zu staffeln als auch die notwendigen Abstände zu ansteigendem Gelände zu gewährleisten.
Beitragend zum Unfall war aber auch die – durch den Lotsen angewiesene – hohe Geschwindigkeit der Boeing 707 und dass die Crew eine fehlerhafte Freigabe der Lotsen akzeptierte. Normalerweise enthält diese eine Abflugstrecke zu einem sogenannten clearance limit, bis zu dem die Maschine maximal fliegen darf. Auch auf Nachfrage der Piloten gab die Flugsicherung nur eine unklare Antwort. In der Freigabe für LH527 fehlte diese Angabe, so dass die Crew auf dem eingestellten Kurs weiterflog, statt bei der Flugsicherung um neue Anweisungen zu bitten. In den letzten fast zwei Minuten fand keinerlei Kommunikation zwischen LH527 und der Flugverkehrskontrolle mehr statt.